# Sabile (stacja kolejowa)
Sabile (ros. Сабиле) – stacja kolejowa w miejscowości Jaunpagasts, w gminie Talsi, na Łotwie. Położona jest na linii Windawa - Tukums.
Nazwa pochodzi od pobliskiego miasta Sabile.